# Museo Arqueológico de Ámfisa
El Museo Arqueológico de Ámfisa es uno de los museos de Grecia. Se encuentra en Ámfisa, una ciudad que actualmente se encuentra en la unidad periférica de Fócida pero antiguamente era la ciudad más destacada de Lócride Ozolia.
El edificio del museo fue construido a principios del siglo XX. Fue transferido en 1987 por el municipio de Ámfisa al Ministerio de Cultura de Grecia, que se encargó de realizar la rehabilitación y el acondicionamiento del espacio para su nueva función. Fue inaugurado como museo en 2002.

## Colecciones
El museo contiene una colección de objetos procedentes de yacimientos arqueológicos del área de Ámfisa, de Lócride Ozolia y otros lugares de la antigua Fócide y de Etolia que componen un conjunto que permite exponer la historia de la zona desde la Edad del Bronce temprano hasta el periodo bizantino temprano. Se encuentra extendida entre varias secciones temáticas.
Los hallazgos procedentes de Cirra incluyen restos prehistóricos y ofrendas votivas de época arcaica y clásica (armas, joyas, cerámica, figurillas). Es destacable un kílix de figuras rojas donde aparece representado un atleta honrado con una corona.
Entre los hallazgos de Calio, en Etolia, figura una serie de esculturas entre las que destaca una de Perséfone.
También hay una serie de armas, joyas, jarras y figurillas principalmente prehistóricas procedentes de yacimientos diversos como Lilea, el tholos micénico hallado cerca de Itea, el santuario de Deméter de Polídrosos (la antigua Eroco), el asentamiento y la necrópolis de Jrisó (la antigua Crisa) y tumbas de Agia Eftimia (la antigua Mionia), Kampos y Eratini.
Por otra parte hay una serie de objetos procedentes de las excavaciones de Ámfisa que componen un conjunto que refleja la historia de la ciudad en aspectos tales como la vida cotidiana, los oficios, las actividades de culto, las prácticas funerarias, la alimentación o las actividades públicas. 
En otra área del museo, mediante objetos procedentes de la colección de Drosos Kravartógiannos, se expone una historia de las transacciones económicas a través de la moneda, desde la Antigüedad hasta la época actual.  
Por último, en el patio del museo se hallan expuestos una serie de inscripciones y mosaicos.